# Oltiariq
Oltiariq (uzb. cyr.: Олтиариқ; ros.: Алтыарык, Ałtyaryk) – osiedle typu miejskiego we wschodnim Uzbekistanie, w wilajecie fergańskim, u podnóży Gór Ałajskich, ośrodek administracyjny tumanu Oltiariq. Status osiedla typu miejskiego od 1980 roku. W 1989 roku liczyło ok. 8,8 tys. mieszkańców. Ośrodek przemysłu i rolnictwa.